# Ariane Pestalozzi
Ariane Pestalozzi (* 30. April 1963 in Neunkirch, Schaffhausen) ist eine schweizerische Schauspielerin.

## Leben
Nach ihrer Ausbildung an der Neuen Münchner Schauspielschule spielte sie seit 1994 an Münchener Bühnen u. a. die Mariedl in Werner Schwabs Die Präsidentinnen. Weitere Bühnenrollen unter anderem in Nürnberg, Regensburg, Kaiserslautern und Bozen. 2001 an den Münchner Kammerspielen neben Dieter Hildebrandt in Jörg Hubes Inszenierung von Neil Simons Sunny Boys.
Im Fernsehen spielte Ariane Pestalozzi vorerst Episoden-Hauptrollen: 1996 als Wilma in Marienhof, 1997 als Frau Müller in Gabi Kubachs Mehrteiler Julia – kämpfe für deine Träume und als Rita Burkart in der Tatort-Folge Verdacht, 1998 als Gabi Boldanski in der Folge Der Todeskuß aus der Serie OP ruft Dr. Bruckner und als Frau Ortner in der Bulle von Tölz-Folge Walpurgisnacht.
Ihr Kinodebüt gab sie 1986 in Urs Odermatts Komödie Rotlicht! 1990 spielte sie als Sabine neben Jürgen Tonkel in Edzard Onnekens Das einfache Glück.

## Filmografie (Auswahl)
- 1986: Rotlicht!
- 1990: Das einfache Glück
- 1997: Der Verdacht (Fernsehfilm)
- 2004: Ein Fall für zwei – Mord aus Liebe (Fernsehserie)